# نو (مسرح)

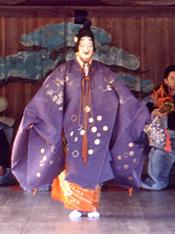
أداء في مسرح النو

النُو (باليابانية: 能) هو فن مسرحي ياباني، يرجع تاريخه إلى القرن الرابع عشر للميلاد. يقوم الممثلون فيه بارتداء أقنعة، ويتخاطبون باستعمال نفس نبرة الصوت، تصاحبهم فرقة موسيقية مزودة ببعض الآلات التقليدية. تنتصب خشبة المسرح في الهواء الطلق، وتدعم سقفها أربعة من العواميد الخشبية. لهذا الفن سحره الخاص، وترمز الأقنعة وأشكالها المختلفة إلى شخصية حاملها.

## التاريخ
بدأت العلامات الفارقة الأولى لهذا المسرح تتشكل منذ القرن الثالث عشر للميلاد، ثم نشأ «مسرح نو» عندما تم الجمع بين اثنين من التقاليد القديمة اليابانية: الـ«كاغورا»، وهو نوع من فنون الإيماء المسرحي، ويتم تأديته عن طريق الرقص، والحوليات التي كانت تنظم في شكل أشعار ثم يقوم بعض من الرهبان البوذيين المتجولين بقراءتها.

يرتدي الممثلين أقنعة خاصة أثناء تقديمهم العرض، ويتم ذلك أثناء المناسبات الخاصة وغالبا داخل إحدى المزارات الشنتوية. يقوم الشوغون أو الـ«دائي-ميو» (كبار الزعماء الإقطاعيين) برعاية بعض الفرق التمثيلية، ويتناقل الممثلون جيلا بعد جيل أسرار هذا الفن. تطور فن «نو» واتخذ أشكالا عديدة سواء في أوساط الطبقة النبيلة، أو الأوساط الشعبية. وكان الأساس في تشكل أنواع جديد من المسارح أكثر تعبيرية، على غرار الـ«كابوكي». بعد أن قام «زي-آمي» بضبط قواعد هذا المسرح، استقرت مجموعة التصانيف المؤلفة، ويعود تاريخ تأليف أحدث العروض المسرحية المعروفة إلى القرن السادس عشر.

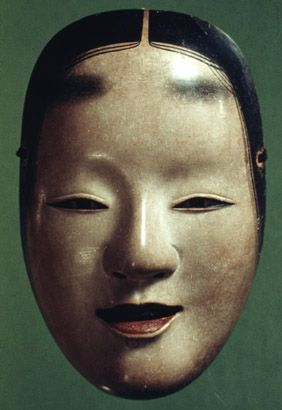
قناع من مسرح نو.

## العروض
تدوم مدة العرض الواحد من نصف ساعة حتى ساعتين، ويتم تقديم خمسة عروض أثناء الأيام المخصصة لهذا المسرح، وتختلف هذه العروض في المواضيع التي تناقشها. خشبة المسرح مبنية على الطراز الصيني، مساحتها مستطيلة الشكل، مفتوحة من ثلاث جوانب عدا الجهة الخلفية، وتخصص لوضع لوحة عليها رسم لشجرة الأرز. وتقوم أربع دعامات بتحديد جوانب هذه الخشبة. بالإضافة إلى ذلك توجد معبر صغير، يستقله الممثلون عند الدخول إلى الخشبة، وقد تم الأخذ بهذه الفكرة مع تطويرها في مسرح الكابوكي (طريق الزهور).

## الممثلون
هناك أربع أنواع من الممثلين، يتوزعون على ثمانية أنواع رئيسية من الأدوار:
- شيتيكاتا (Shitekata) وتشمل الشخصية الأكثر ظهورا على الخشبة والأدوار التي تدور حولها، وهي تشمل: «شيتي» (أو البطل ومنه تسمية)، «تسوري» وهو الشخص المرافق للبطل، «جوتاي» وهو كورس غنائي مؤلف من ثمانية أشخاص، و«كوكين» (يقوم بدور الخادم).
- واكيكاتا (Wakikata) وهو يلعب دور «واكي» وهي شخصية ثانوية تواجه البطل الرئيسي «شيتي».
- كيوغن-كاتا (Kyogenkata) يقوم هؤلاء الممثلون بلعب بعض الأدوار الشعبية، وتؤدى وصلة الـ«كيوغن» بين اثنين من عروض «نو» الرئيسية.
- هاياشيكاتا (Hayashikata) وهم الموسيقيون الذين يعزفون على الآلات الأربعة التقليدية.

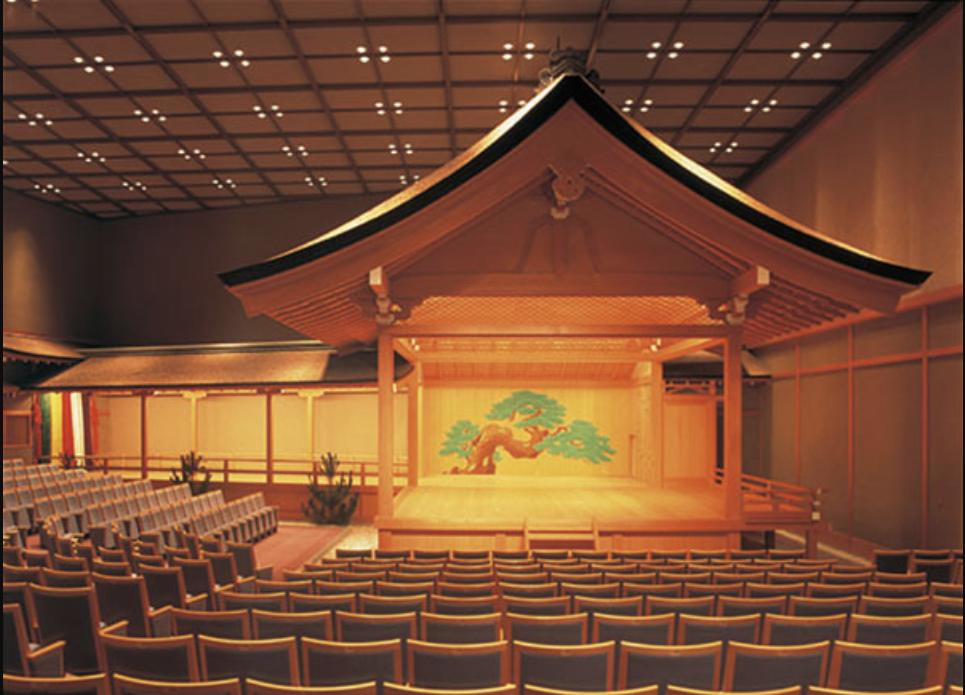
خشبة مسرح النو

## المواضيع
تتضمن مسرحة «نو» كل هذه الأدوار الأربعة. ويتضمن التراث التقليدي حوالي 250 مسرحية، يمكن تقسيمها إلى ستة أصناف حسب مواضيعها:
- الصنف الأول: وهي عروض تتحدث عن الآلهات.
- الصنف الثاني: وهي عروض تتحدث عن المحاربين.
- الصنف الثالث: وهي عروض تتحدث عن النساء.
- الصنف الرابع: وهي عروض تتحدث عن النساء المخبولات.
- الصنف الخامس: وهي عروض تتحدث عن الأرواح الشريرة.
- الصنف السادس: وهي عروض تشمل طقوس شتوية ومقطوعات غنائية وهي أقدمها على الإطلاق.